# Sam Jay
Samaria Johnson (nacida el 13 de enero de 1982), más conocida como Sam Jay, es una comediante y escritora estadounidense. Es más conocida como escritora de Saturday Night Live (2017-presente), su especial de comedia de Netflix 3 in the Morning (2020) y como cocreadora y coprotagonista de la serie de comedia de HBO PAUSE with Sam Jay (2021-2022) y la serie de comedia de Peacock Bust Down (2022).

## Primeros años
Jay nació como Samaria Johnson en Atlanta el 13 de enero de 1982. Creció en el barrio Dorchester de Boston, y estudió para obtener una licenciatura en comunicaciones pero renunció por falta de interés.

## Carrera
Después de años de trabajar en una oficina y como gerente musical, Jay realizó su primera rutina de comedia stand-up en 2012, a la edad de 29 años En 2017, se unió al equipo de redacción de Saturday Night Live, convirtiéndose en la primera escritora lesbiana negra en la historia del programa y la segunda lesbiana negra en participar en el programa en general (después de que la artista Danitra Vance se uniera al elenco 32 años antes). Ella coescribió el sketch "Black Jeopardy". En 2018, actuó en The Comedy Lineup de Netflix y protagonizó un especial de stand-up de media hora para Comedy Central Stand-Up Presents.
El primer lanzamiento de comedia stand-up de Jay fue Donna's Daughter (2018), que estuvo disponible solo como audio. Su primer especial de comedia stand-up de Netflix, 3 in the Morning (2020), se filmó en The Masquerade en Atlanta y recibió elogios. Su otro trabajo incluye apariciones en Take My Wife (2016-2018) y actuaciones de stand-up en Jimmy Kimmel Live! y en el Just for Laughs Comedy Festival de 2017.
En septiembre de 2020, se anunció que HBO había ordenado una comedia de situación coescrita y protagonizada por Jay. Se asoció con el productor Prentice Penny para crear la serie, que se llamó PAUSE with Sam Jay . La primera temporada se estrenó en mayo de 2021, y HBO renovó el programa para una segunda temporada dos meses después. La serie de comedia Bust Down, cocreada y coprotagonizada por Jay, se estrenó en Peacock en marzo de 2022.

## Estilo
El personaje escénico de Jay ha sido descrito como consciente de sí mismo y observador, invitando a comparaciones con Patrice O'Neal.

## Vida personal
Jay ha hablado de ser una lesbiana negra durante sus rutinas de stand-up.

## Álbumes de comedia
| Año  | Título           | Notas                  |
| ---- | ---------------- | ---------------------- |
| 2018 | Donna's Daughter | Comedy Central Records |
| 2020 | 3 in the Morning | Netflix                |

## Filmografía

### Películas
- 2023: You People

### Televisión
- 2012: Just for Laughs: All Access (serie de televisión) – (episodio: "Episode #6.6")
- 2015: Get Your Life (serie de televisión) – Lady in Dickies (episodio: "Girl Get Your Blacktresses")
- 2016: Take My Wife (serie de televisión) – (episodio: "Punchline")
- 2016: Flophouse (documental de televisión) – (episodio: "Haircuts at Babe Island")
- 2016: The Meltdown with Jonah and Kumail (serie de televisión) – (episodio: "The One Without Neil DeGrasse Tyson")
- 2017: Pinsky (serie de televisión) – Sam[1]
- 2017: Comedy Central Presents (serie de televisión) – (episodio: "Sam Jay")
- 2018–presente: Saturday Night Live (serie de televisión) – escritora
- 2018: Nobodies (serie de televisión) – Andrea
- 2018: The Comedy Lineup (serie de televisión) – productora ejecutiva, escritora (episodio: "Sam Jay")
- 2018: 2018 MTV Movie &amp; TV Awards (especial de televisión) – escritora
- 2018: 70th Primetime Emmy Awards (especial de televisión) – escritora
- 2019: Broad City (serie de televisión) – Doorwoman (episodio: "Along Came Molly")
- 2019: Donald Glover Presents (miniserie de televisión) – escritora (5 episodios)
- 2020: BET Awards 2020 (especial de televisión) – escritora
- 2020: Shrill (serie de televisión) – Amiga de Fran (2 episodios)
- 2021: Kenan (serie de televisión) – productora consultora
- 2021: That Damn Michael Che (serie de televisión) – Barber (episodio: "Well Played, Crackers")
- 2021: PAUSE with Sam Jay (serie de televisión) – productora ejecutiva, escritora
- 2022: Bust Down (serie de televisión) – Sam, también cocreadora, productora ejecutiva